# 15918 Thereluzia
15918 Thereluzia este un asteroid din centura principală de asteroizi.

## Descriere
15918 Thereluzia este un asteroid din centura principală de asteroizi. A fost descoperit pe 27 octombrie 1997 la Bornheim de Norbert Ehring. Asteroidul prezintă o orbită caracterizată de o semiaxă mare de 2,24 ua, o excentricitate de 0,16 și o înclinație de 6,6° în raport cu ecliptica.